# Зейдларен
Зейдларен (нід. Zuidlaren) — місто в нідерландській провінції Дренте. Входить до муніципалітету Тінарло.
До 1998 року мало статус окремого муніципалітету.

## Визначні уродженці
- Логин Гейден (1773–1850) — військовий моряк, граф. Адмірал Російської імперії нідерландського походження.

## Галерея

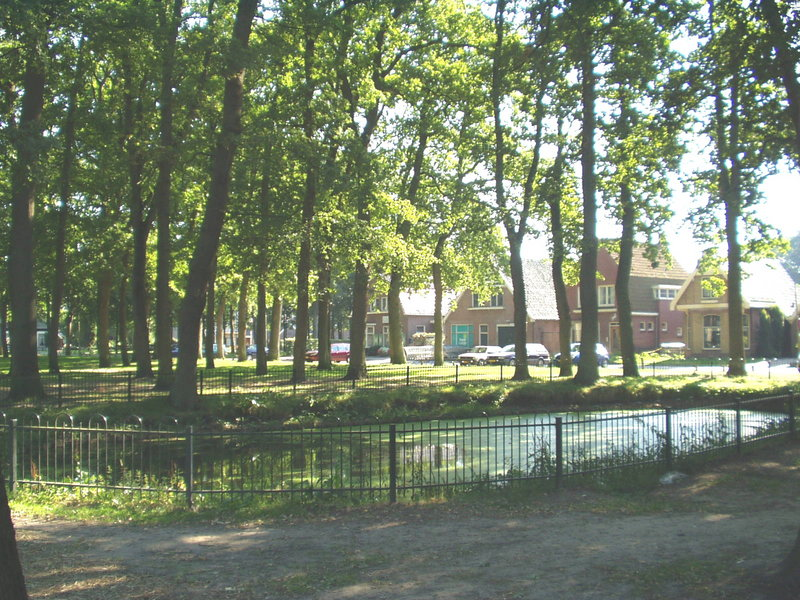
Околиці міста
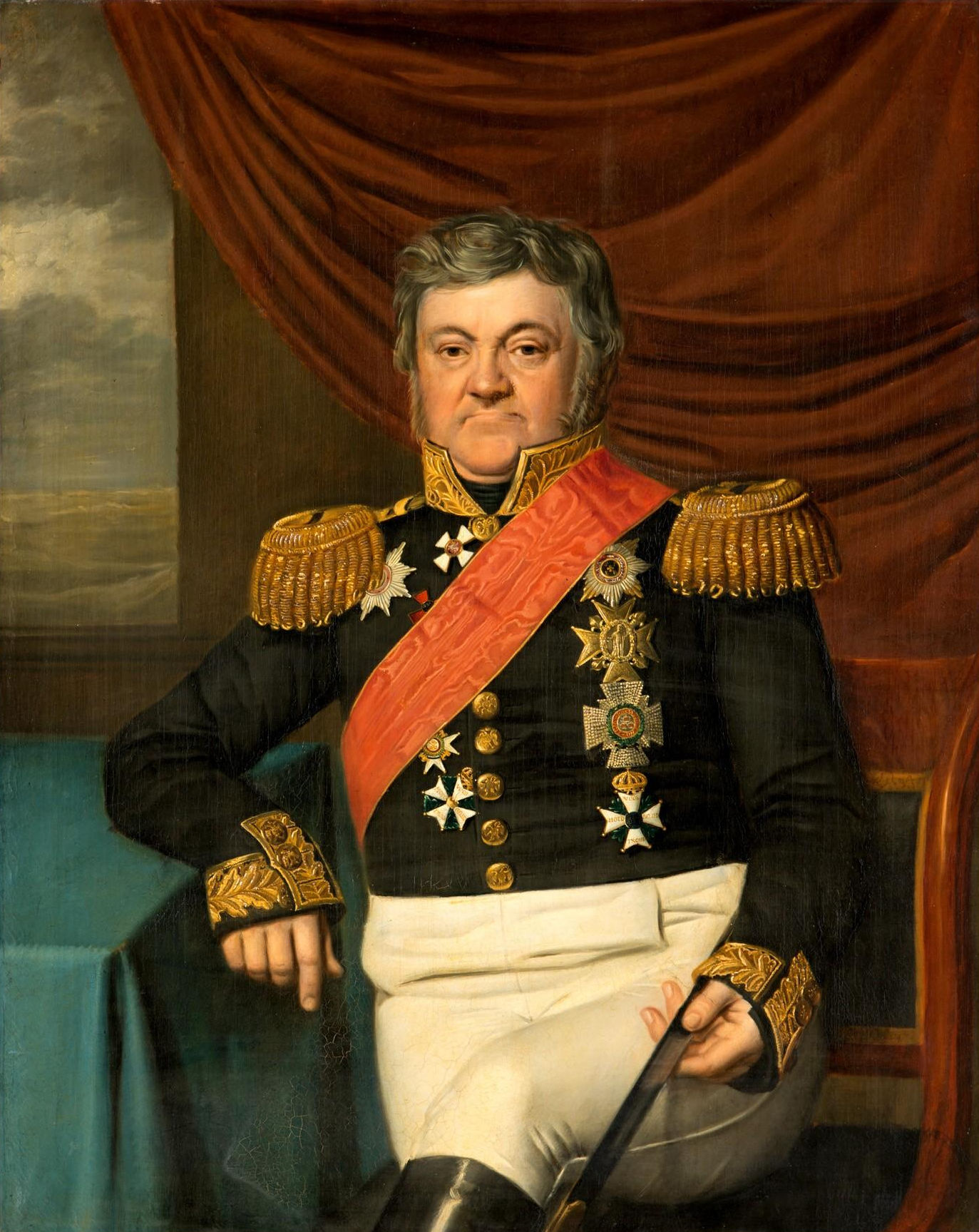
Логин Гейден